# Francisco Leitão de Almeida
Francisco Leitão de Almeida (Rio Grande do Norte, ca. 1821 — Rio de Janeiro, 9 de março de 1887) foi um político brasileiro.

## Vida
Filho de Agostinho Leitão de Almeida e de Josefa Martins de Macedo.

## Carreira
Foi deputado à Assembleia Legislativa Provincial de Santa Catarina na 23ª legislatura (1880 — 1881) e na 24ª legislatura (1882 — 1883).